# Lamberto Cattabriga
Lamberto Cattabriga (Bologna, 13 giugno 1930 – Bologna, 29 agosto 1989) è stato un matematico italiano.

## Biografia
Laureatosi in matematica all'Università di Bologna con Gianfranco Cimmino nel 1953, discutendo una tesi dal titolo ”Sul problema di Dirichlet per le funzioni armoniche nel caso di particolari domini nello spazio a quattro dimensioni“,  ne divenne assistente e rimase tale fino al 1964 quando, vinto un concorso, assunse la cattedra di analisi matematica della Facoltà di Scienze dell'Università di Ferrara. Nel periodo di assistentato a Bologna, conseguita la libera docenza in analisi matematica (nel 1959) tenne pure, per incarico, nella Facoltà di Scienze, gli insegnamenti di Analisi matematica (dal 1958 al 1963), di Matematica attuariale e tecnica delle assicurazioni libere sulla vita umana (dal 1958 al 1961), di Topografia per l'A.A. 1961-62, di Analisi Superiore dal 1962 al 1964.
Nel 1974 ritornò all'Università di Bologna, alla Facoltà di Scienze, prima come docente di matematiche elementari da un punto di vista superiore, poi di analisi matematica dal 1975 e, infine, di analisi funzionale dal 1984 fino alla morte prematura.
Fu socio dell'Accademia delle Scienze di Bologna, dell'Accademia Nazionale dei Lincei e dell'Accademia delle Scienze di Liegi. Fu altresì membro del Comitato direttivo dell'Istituto Nazionale di Alta Matematica.

## Ricerca
All'inizio della sua carriera universitaria, subito dopo la laurea fino ai primi anni '60, le sue ricerche riguardarono principalmente i problemi al contorno per le equazioni differenziali alle derivate parziali di tipo parabolico. Notevoli furono i suoi studi, fra i primi condotti agli inizi degli anni '60 (alcuni dei quali assieme a Giovanni Prodi), su regolarità, esistenza ed unicità di soluzioni delle equazioni di Navier-Stokes in domini limitati.
Quindi, dopo alcuni lavori riguardanti questioni inerenti l'analisi funzionale, si rivolse allo studio della regolarità analitica di soluzioni di polinomi differenziali e della buona posizione del problema di Cauchy per operatori differenziali a coefficienti variabili e non, in particolare negli spazi di Gévrey.
A partire dagli anni '70 in poi, queste sue ricerche in teoria delle equazioni differenziali  a derivate parziali, che gli permisero, tra l'altro, di guadagnare visibilità a livello internazionale, lo portarono, nel contempo, ad approfondire aspetti ed affrontare questioni irrisolte di geometria analitica complessa applicata alla teoria degli operatori differenziali, conseguendo risultati di altrettanto rilievo, alcuni dei quali assieme a Ennio De Giorgi.

## Alcune opere
- Lezioni di analisi matematica. Nozioni introduttive, numeri reali, spazi Rn, numeri complessi, CLUEB-Cooperativa Libraria Universitaria Editrice Bologna, Bologna, 1976.
- Lezioni di analisi matematica. Calcolo differenziale per funzioni di una variabile reale, serie numeriche, serie di potenze, CLUEB-Cooperativa Libraria Universitaria Editrice Bologna, Bologna, 1977.
- Alcuni problemi per equazioni differenziali lineari con coefficienti costanti, Quaderni dell'UMI, Pitagora Editrice, Bologna, 1983.
- Elementi di analisi matematica 1 (con Ettore Santi), Pitagora Editrice, Bologna, 1989.
- (a cura di) Microlocal Analysis and Applications (assieme a Luigi Rodino), CIME 1989, Springer-Verlag, Berlin & Heidelberg, 1991.